# Vlajka Velikonočního ostrova

Vlajka Velikonočního ostrova
Poměr stran: nejistý, zobrazen 5:8

Vlajka Velikonočního ostrova, ostrova ve východní části Polynésie na jihu Tichého oceánu spravovaným Chile (region Valparaíso), je tvořena bílým listem o nejistém poměru stran (5:8, 2:3 či 3:5). Uprostřed vlajky je umístěna kresba Reimira.
Reimiro je domorodý náhrdelník, který má podobu plochého ležatého půlměsíce, který je na obou cípech zakončen lidskými hlavami, vyobrazenými z profilu a obrácenými proti sobě. Dřevěný šperk nosili muži i ženy z náčelnické vrstvy při slavnostních příležitostech jako odznak společenského postavení. Tvar půlměsíce se vyskytuje v celé Polynésii.  Význam hlav není znám, zřejmě se týkají předků.

Vlajka chilského regionu Valparaíso Poměr stran: 2:3

## Historie
Ostrov pro Evropu objevil na Velikonoční neděli roku 1722 nizozemský mořeplavec Jacob Roggeveen. V roce 1770 ostrov anektoval Felipe González Ahedo pro Španělsko.
Vlajka byla vytvořena ostrovany již v roce 1880 aby reprezentovala ostrov, jako moderní stát v dialogu s Chile, které ostrov v roce 1888 anektovalo. Po mnoho let byla vlajka neoficiálně užívána polynéským obyvatelstvem ostrova k jeho reprezentaci.
V roce 2006 byl změněn statut ostrova (zvláštní území Chile), bylo povoleno používat domorodé jméno ostrova Rapa Nui a byla přijata vlajka. Poprvé byla vlajka (společně s vlajkou chilskou), vztyčena 9. května 2006, za účasti krále ostrova Nui Agterama Puhi U’ira To Huki A.